# جون ماتسوموتو (لاعب هوكي الجليد)
جون ماتسوموتو هو لاعب هوكي الجليد كندي، ولد في 13 أكتوبر 1986 في أوتاوا في كندا.

## وصلات خارجية
- جون ماتسوموتو على موقع دوري الهوكي الوطني (الإنجليزية)
- جون ماتسوموتو على موقع EliteProspects.com (الإنجليزية)
- جون ماتسوموتو على موقع HockeyDB.com (الإنجليزية)
- جون ماتسوموتو على موقع Hockey-Reference.com (الإنجليزية)
- جون ماتسوموتو على موقع اللجنة الأولمبية الدولية (الإنجليزية)